# NGC 2484
NGC 2484 (również PGC 22350 lub UGC 4125) – galaktyka soczewkowata (S0), znajdująca się w gwiazdozbiorze Rysia. Odkrył ją Édouard Jean-Marie Stephan 21 stycznia 1885 roku.